# Arthur Cabral
Arthur Mendonça Cabral, dit Arthur Cabral, né le 25 avril 1998 à Campina Grande au Brésil, est un footballeur brésilien qui évolue au poste d'avant-centre au Botafogo FR.

## Biographie

### En club

#### Ceará (2015-2019)
Arthur Cabral commence sa carrière avec le club du Ceará SC, dans le Brasileiro de Serie B en 2017.
Pour sa première saison chez les pros, il inscrit quatre buts en 15 matchs, et son équipe se voit promue à l'échelon supérieur.
Le 15 avril 2018, il joue son premier match dans l'élite du football brésilien, face au Santos FC et son équipe s'incline 2-0.
Arthur Cabral signe son premier but dans le Brasileirão de Serie A le 19 juillet 2018, face au Sport Recife, permettant à son équipe de remporter la partie grâce à ce seul but du match.

#### Palmeiras (2019-2020)
Arthur Cabral s'engage avec en novembre 2018 avec Palmeiras, pour un contrat de cinq ans. Il rejoint officiellement le club au 1er janvier 2019.
Il quitte le club d'abord sous la forme de prêt au FC Bâle où il sera définitivement transféré.

#### Prêt et transfert au FC Bâle (2019-2022)
Le 30 août 2019, Arthur Cabral est prêté pour une saison par Palmeiras au FC Bâle. Il fait sa première apparition sous les couleurs de son nouveau club le 14 septembre 2019, en Coupe de Suisse en entrant en jeu face au Meyrin FC. Bâle remporte la partie ce jour-là (0-3). Cinq jours plus tard il découvre la coupe d'Europe, à l'occasion d'un match de Ligue Europa face au FK Krasnodar (victoire 5-0 de Bâle) Le 22 septembre suivant il joue son premier match en Super League contre les Young Boys de Berne (1-1). Dès la journée suivante, le 25 septembre, Arthur Cabral inscrit son premier but pour le FC Bâle, lors de la large victoire des siens face au FC Zurich (4-0). Le match suivant, face au FC Lucerne le 29 septembre, Arthur est l'auteur d'un doublé. Deux réalisations qui contribuent grandement à la victoire de son équipe ce jour-là (3-0).
Le 21 juin 2020, le FC Bâle lève l'option d'achat pour Cabral. Il marque dès la première journée de la saison 2020-2021, le 20 septembre 2020 contre le FC Vaduz (2-2 score final). Le 4 février 2021, Cabral réalise un doublé sur la pelouse du FC Lausanne, en championnat. Ces deux buts contribuent à la victoire de son équipe ce jour-là (1-3 score final). Il est par ailleurs le meilleur buteur lors de la saison 2021-2022.
Fin janvier 2022, le club Rhénan annonce le départ du joueur, il rejoint la Série A.

#### ACF Fiorentina (2022-2023)
Le 29 janvier 2022, il quitte le FC Bâle pour le championnat italien en rejoignant  l'ACF Fiorentina,,. Il devient un titulaire indiscutable en prenant part à 64 matchs et en inscrivant 19 buts.
En août 2023, il quitte la Fiorentina et la Série A pour la Liga Portugal.

#### Benfica Lisbonne (2023-2025)
Le 10 août 2023, Arthur Cabral rejoint le Benfica Lisbonne contre 20 millions d'euros.
En juin 2025, le club annonce le départ du joueur pour un club brésilien, le Botafogo FR.

#### Botafogo FR (depuis 2025)
Le club brésilien de Botafogo annonce son arrivée au club et il signe un contrat jusqu'en 2028 en portant le numéro 98.

### Équipe nationale du Brésil
Le 2 octobre 2021, Cabral est convoqué pour la 1ère fois dans l'équipe A du Brésil mais ne joue aucun match.

## Palmarès
Avec la Fiorentina, Arthur Cabral est finaliste en 2023 de la Coupe d'Italie et de la Ligue Europa Conférence.
Avec le Benfica Lisbonne il remporte la Coupe de la Ligue en 2025.